# Thanatus nipponicus
Thanatus nipponicus es una especie de araña cangrejo del género Thanatus, familia Philodromidae. Fue descrita científicamente por Yaginuma en 1969.

## Distribución
Esta especie se encuentra en Rusia (Lejano Oriente), Mongolia, China, Corea y Japón.